# Archaeodictyna
Genre
Archaeodictyna est un genre d'araignées aranéomorphes de la famille des Dictynidae.

## Distribution
Les espèces de ce genre se rencontrent en écozones paléarctique et afrotropicale.

## Liste des espèces
Selon World Spider Catalog (version 26, 11/07/2025) :
- Archaeodictyna aguasverdes (Wunderlich, 2022)
- Archaeodictyna ammophila (Menge, 1871)
- Archaeodictyna anguiniceps (Simon, 1899)
- Archaeodictyna bispinosa (Simon, 1906)
- Archaeodictyna condocta (O. Pickard-Cambridge, 1876)
- Archaeodictyna consecuta (O. Pickard-Cambridge, 1872)
- Archaeodictyna fuerteventurensis (Schmidt, 1976)
- Archaeodictyna lanzarotensis (Wunderlich, 2022)
- Archaeodictyna longichela Zamani & Marusik, 2025
- Archaeodictyna minutissima (Miller, 1958)
- Archaeodictyna sexnotata (Simon, 1890)
- Archaeodictyna suedicola (Simon, 1890)
- Archaeodictyna tazzeiti (Denis, 1954)
- Archaeodictyna ulova Griswold & Meikle-Griswold, 1987

## Systématique et taxinomie
Ce genre a été décrit par Caporiacco en 1928 dans les Dictynidae.

## Publication originale
- Caporiacco, 1928 : « Resultati zoologici della Missione inviata dalla R. Società Geografica Italiana per l'esplorazione dell'oasi di Giarabub (1926-1927). Aracnidi di Giarabub e di Porto Bardia. » Annali del Museo civico di storia naturale di Genova, vol. 53, p. 77-107.